# Пизувка
Пизувка (пол. Pyzówka) — село в Польщі, у гміні Новий Торг Новотарзького повіту Малопольського воєводства.
Населення — 928 осіб (2011).
У 1975-1998 роках село належало до Новосондецького воєводства.

## Демографія
Демографічна структура станом на 31 березня 2011 року:
|          | Загалом | Допрацездатний вік | Працездатний вік | Постпрацездатний вік |
| -------- | ------- | ------------------ | ---------------- | -------------------- |
| Чоловіки | 463     | 133                | 290              | 40                   |
| Жінки    | 465     | 105                | 276              | 84                   |
| Разом    | 928     | 238                | 566              | 124                  |